# Pyrophor
Als pyrophor (von altgriechisch πῦρ pyr, deutsch ‚Feuer‘ und φορείν phorein, deutsch ‚tragen‘, also „feuertragend“) werden chemische Stoffe bezeichnet, die fein verteilt schon bei Raumtemperatur und an der Luft heftig mit Sauerstoff reagieren. Die bei dieser Oxidation freiwerdende Energie ist so hoch, dass die Stoffe glühen oder sogar Feuererscheinung zeigen. Der Begriff kann auch auf andere, selbstentzündliche Substanzen und Gemische erweitert werden.

## Arten der Pyrophore und physikalische Erklärung
Pyrophore sind z. B. bestimmte Metallstäube, die (meist bei niedriger Temperatur) mittels Wasserstoff aus ihren Oxiden reduziert werden oder durch andere chemische Umsetzungen hergestellt werden. Zu diesen pyrophoren Metallen zählen z. B. Magnesium, Titan, Nickel, Cobalt, Eisen, Blei, die Lanthanoide und die Actinoide, aber auch Metalloxide in ihren niedrigsten Oxidationsstufen (früher Oxydule genannt), wie z. B. Mangan(II)-oxid und Uran(IV)-oxid. Auch Bleistaub ist pyrophor und verbrennt unter Einwirkung von Sauerstoff, wodurch es zu Blei(II,IV)-oxid (Pb3O4, Mennige) oxidiert wird. Pyrophores Eisen wird u. a. durch die vorsichtige, unter Luftausschluss stattfindende Zersetzung von Eisen(II)-oxalat erzeugt.
Das wohl meistverwendete Pyrophor ist Auermetall – eine Legierung aus ca. 70 % Seltenen Erden (Cer, Lanthan, Yttrium etc.) und 30 % Eisen. Es wird in Feuerzeugen als Zündstein verwendet. Der pyrophore Effekt entsteht durch den staubfeinen Abrieb dieser Legierung, der vom Reibstein beim Drehen abgetragen wird.
Auch Nichtmetalle können pyrophore Eigenschaften aufweisen, so z. B. weißer Phosphor und bestimmte Schwefelverbindungen. Weißer Phosphor entzündet sich fein verteilt an der Luft. Pyrophore Schwefelleber entsteht z. B., wenn sulfathaltige Minerale (Alaun, Kieserit, Kaliumsulfat etc.) mit reduzierenden Substanzen wie Zucker oder Mehl unter Luftausschluss erhitzt werden.
Das Erglühen dieser Präparate beruht auf ihrer außerordentlich feinen Verteilung, mit der sie dem Sauerstoff eine sehr große Angriffsfläche bieten. Reduziert man die genannten Metalle bei höherer Temperatur, so dass sie dichter werden, sind sie nicht mehr pyrophor. Der aus Alaun dargestellte Pyrophor wurde 1711 von Wilhelm Homberg entdeckt (Hombergs Phosphor), aber erst Carl Wilhelm Scheele gab 1777 die richtige Erklärung für das Erglühen.

## Pyrophore Stoffe in Kriegswaffen
- Die pyrophore Wirkung von feinverteiltem Uran wird bei Wuchtgeschossen als Nebeneffekt genutzt, um das getroffene Ziel in Brand zu stecken. Uran wird ebenfalls als Liner („Stachel“-bildende Einlage) in Hohlladungen verwendet und als Schrapnells in Luftabwehrraketen.
- Tantal wird ebenfalls in panzerbrechenden Sprengköpfen verwendet und wirkt durch den pyrophoren Effekt hinter der durchschlagenen Panzerung stark brandfördernd.
- Zirconium wird oft als Auskleidung von Sprengköpfen verwendet, falls eine brandfördernde Wirkung gewünscht wird. Brandbomblets enthalten oft Zirconium, da es unter sehr hohen Temperaturen verbrennt und nur mit Sand gelöscht werden kann, nicht jedoch mit Wasser.
- Bei Titan sind Metallbrände bei Turbinen bekannt. Die Lenkwaffe Stinger hat einen Sprengkopf mit Titanhülle, welcher zeitverzögert anspricht, damit der Sprengkopf erst innerhalb des getroffenen Zieles zündet. Das Titan wirkt dann dort stark brandfördernd.
- Der metallorganische Stoff Triethylaluminium (TEA) wird als flüssiges Brandmittel oder mit Verdickern, wie Polyisobutylen als Gelbrandstoff (englisch thickened pyrophoric agent, TPA) eingesetzt. Derartige Brandmittel können als Nachfolger des Napalms angesehen werden und übertreffen dieses hinsichtlich der Abbrandtemperatur und brandstiftenden Wirkung, da nach erfolgreicher Löschung meist augenblicklich Rückentzündung einsetzt, und sie mit Wasser explosiv reagieren.

## Chemikalien-/Gefahrstoffrecht

Piktogramm Flamme nach GHS

Für die EU definiert die Verordnung (EG) Nr. 1272/2008 (CLP-Verordnung), die das Global harmonisierte System (GHS) der UNO umsetzt, pyrophore Feststoffe und Flüssigkeiten. Demnach sind es Stoffe, die schon in kleinen Mengen dazu neigen, sich in Berührung mit Luft innerhalb von fünf Minuten zu entzünden bzw. als Flüssigkeit ein Filterpapier in dieser Zeit zu entzünden oder zu verkohlen. Sie sind mit dem GHS-Piktogramm, dem Signalwort „Gefahr“ und dem Gefahrenhinweis H250 (Entzündet sich in Berührung mit Luft von selbst) zu kennzeichnen. In Aerosolpackungen ist ihr Inverkehrbringen beschränkt.